# 奈奎斯特图

奈奎斯特图

奈奎斯特图（英語：Nyquist plot）是對於一個連續時間的線性非時變系統，將其頻率響應的增益及相位以極座標的方式在复平面中繪出，常在控制系統或信號處理中使用，可以用來判斷一個有反馈的系統是否穩定。奈奎斯特图的命名是來自貝爾實驗室的電子工程師哈里·奈奎斯特（Harry Nyquist）。
奈奎斯特图上每一點都是對應一特定頻率下的頻率響應，該點相對於原點的角度表示相位，而和原點之間的距離表示增益，因此奈奎斯特图將振幅及相位的波德圖綜合在一張圖中。
一般的系統有低通濾波器的特性，高頻時的頻率響應會衰減，增益降低，因此在奈奎斯特图中會出現在較靠近原點的區域。

## 用途
閉環负反馈系統的穩定性評估可以由开环系統（同一個系統，但不考慮其反馈迴路）的奈奎斯特图，配合奈奎斯特稳定判据判斷其穩定性。此方法甚至可以用在有延遲的系統，或是传递函数不是有理函數的系統，這些系統用其他方法都很難分析。可以藉由图线围绕{\displaystyle (-1,j0)}的次數及開環传递函数右半平面的極點数量來判斷穩定性。增益裕度可以用圖形越過實軸的數值（幅值裕度），或图线穿过单位圆时的相位（相角裕度）來計算。
奈奎斯特图可以提供一些有關传递函数的信息。例如曲線進入原點時的角度可以計算極點個數和零點個數的差。
當手繪奈奎斯特图時，可以畫出圖形的外觀，但座標軸部份有些調整，以顯示一些重要部份的信息。當用计算机绘图時，需要包括所有有關的頻率範圍，因此頻率可能會用對數的方式增加，以包括大的頻率範圍。

## 外部連結
- Applets with modifiable parameters（页面存档备份，存于）
- EIS Spectrum Analyser - a freeware program for analysis and simulation of impedance spectra（页面存档备份，存于）